# Волкова, Мария Михайловна
Мария Михайловна Во́лкова (1922—1998) — ткачиха Ореховского хлопчатобумажного комбината, новатор производства, зачинатель движения многостаночников в текстильной промышленности. Лауреат Сталинской премии третьей степени. Депутат Верховного Совета РСФСР III и IV созывов.

## Биография
Родилась 28 января 1922 года. Член ВКП(б) с 1947 года, в комсомоле в 1941 года.
В 1943 году на ткацкой фабрике № 1 Ореховского хлопчатобумажного комбината была организована комсомольско-молодёжная бригада имени Николая Гастелло, которую возглавила Мария Михайловна. Её комсомольско-молодёжная бригада стала инициатором метода многостаночного обслуживания на фабрике. Девушки бригады (Мария Волкова, Анна Кашаева, Екатерина Шибаева и Анна Печкина) решили обслуживать каждой ткачихой не по четыре, а по шесть и даже по восемь станков. К концу Великой Отечественной войны бригада Волковой обслуживала уже 64 станка. За два года бригада дала для фронта сверх плана 220 тысяч метров ткани, шесть раз завоевывала первенство в соревновании молодых текстильщиц.
Почин бригады был подхвачен текстильщиками всей страны. Более 250 бригад стали работать по методу Марии Волковой. Благодаря движению многостаночников удалось вновь пустить тысячи единиц бездействовавшего после начала войны оборудования. В одном только Орехово-Зуеве заработало 500 таких станков и 1500 прядильных веретён.
В 1946 году разработала метод смены челнока, при котором на эту операцию тратилось 3,72 с вместо 5 с по норме. В 1949 году каждая ткачиха бригады Марии Волковой работала на 14—16 станках, в результате чего годовой план (190 тыс. м тканей) был выполнен к 15 августа, а к концу года было выткано ещё 136 тыс. м тканей.
В 1952 году окончила техникум. В 1970-х годах работала мастером по ремонту технологического оборудования Ореховского хлопчатобумажного комбината им. К. И. Николаевой.

## Награды и звания
- орден Ленина (23.12.1947).
- медаль «За доблестный труд в Великой Отечественной войне 1941-1945 гг.»
- Сталинская премия третьей степени (1947) — за внедрение рациональных высокопроизводительных методов работы в текстильной промышленности, обеспечивших возможность перехода на многостаночное обслуживание
- Почётный гражданин города Орехово-Зуево[3].

## Память
- Имя Марии Волковой носит одна из улиц в Орехово-Зуеве[5].
- В 1949 году скульптор Аста Бржезицкая выполнила фарфоровую статуэтку Марии Волковой. Ткачиха изображена с челноком в руке и орденом на груди[5].
- Мария Волкова изображена на плакате, рассказывающем о достижениях её бригады[5][6].

## Сочинения
- Наш опыт. — Москва : Профиздат, 1946.